# Diamond Langi
Mary Diamond Langi (Auckland, Nueva Zelanda; 9 de enero de 1992) es una modelo internacional, actriz y presentadora / periodista con experiencia en música y portadora del título Face of Beauty International 2013, Miss Earth Tonga 2017 y Miss Universo Nueva Zelanda 2019. Diamond representó a Nueva Zelanda en Miss Universo 2019.

## Vida personal
Diamond Langi actualmente reside en su ciudad natal, Auckland; sus padres son de Tonga, de donde proviene de las aldeas de Vaini y Fasi Tongatapu. Langi se crio en Salt Lake City, Utah, Estados Unidos, y luego se mudó a Sídney, Australia. Diamond se graduó con su Maestría en estilo profesional avanzado en el Australian Style Institute.

## Fundación
Actualmente, Langi fundó la Fundación Diamond Langi, (The Diamond Langi Foundation en Inglés), una organización sin fines de lucro que recauda dinero para ayudar a los necesitados. Además de su organización sin fines de lucro, aboga por combatir el cambio climático y crear conciencia sobre la salud mental.

## Pasión
La mayor pasión de Langi es la moda. Ella usa su talento como estilista para ayudar a las jóvenes de Auckland, Nueva Zelanda a encontrar su propio estilo y estilo personal. Ella siempre ha tenido un don para las artes escénicas, y disfruta haciendo espectáculos y tocando música.

## Carrera

### Face of Beauty International 2013
Diamond Langi compitió por el título de Miss Face of Beauty International 2013 en Tailandia, representando a Tonga, donde resultó ser la ganadora.

### Miss Tierra 2017
Diamond fue coronada Miss Earth Tonga 2017 y luego compitió en el concurso Miss Tierra 2017 en Manila, Filipinas representando a dicho país, donde se colocó en el Top 16 de la competencia. 

### Miss Universo Nueva Zelanda 2019
Langi compitió en Miss Universo Nueva Zelanda 2019, donde ganó el título. Fue coronada por la titular saliente Estelle Curd. Diamond representó a Nueva Zelanda en Miss Universo 2019 donde no logró clasificar.